# Cârtiță
Cârtița (Talpa europaea), numită și sobol, este un mamifer insectivor din familia talpide (Talpidae) adaptat la viața subterană (geobiont), săpând în pământ galerii care formează o rețea complicată care converg spre un culcuș central. Pământul din galerii este scos la suprafață, unde formează mușuroaiele caracteristice. Este răspândită în Europa, din Insulele Britanice până la Munții Urali și Caucaz. Trăiește și în România și Republica Moldova. Cârtițele trăiesc oriunde unde solul este adecvat, cu conținut bogat în humus (în pădurile de foioase, de-a lungul râurilor, mlaștinilor, șesurilor, în terenuri cultivate și în cele înțelenite, dar și în zonele cu dune nisipoase, fixate). Are o lungime mică de 115-158 mm (cap + trunchi) și o greutate de 47-100 g. Poate trăi 3-5 ani. Corpul este cilindric și blana neagră catifelată; membrele anterioare sunt scurte, cu gheare puternice, adaptate săpatului, iar capul este conic, cu bot alungit și ochi foarte mici; pavilionul urechilor lipsește, iar mirosul și auzul sunt foarte fine. Se hrănește mai ales cu râme, dar și cu insecte adulte și larvele lor, moluște terestre, miriapode și furnici. Se împerechează o dată pe an în aprilie-mai, gestația durează circa 4 săptămâni. Femela fată 3-7 pui golași. Cârtița este folositoare prin distrugerea multor larve din sol, afânarea și îmbunătățirea drenajului intern al apei.

## Hrana
Cârtițele sunt animale complet carnivore (vermivore, insectivore). Stăpânite mereu de nevoia și pofta de mâncare mănâncă orice vietate pe care o găsește săpând în pământ sau mai rar pe suprafața solului.
Hrana predominantă a cârtiței o constituie râmele, care reprezintă peste 90% din componența hranei. Se hrănește și cu insecte adulte și larvele lor, moluște terestre (melci etc), crustacee terestre, miriapode, furnici și ouăle lor, care toate la un loc nu depășesc 5-10% din hrana cârtițelor. Dintre insecte predomină în hrană coleopterele (cărăbuși etc., mai ales larvele lor, care trăiesc în pământ), dipterele (larve subterane de muște, mai ales din familiile Bibionidae și Tipulidae), mai puțin lepidoptere (omizi de fluturi de noapte etc), himenoptere și ortoptere (coropișnițe). Anii de invazie cu larve de cărăbuși sunt ani de belșug pentru cârtiță. Ocazional, mănâncă și broaște, chițcani, șoareci, șopârle și șerpi, care ajunși în galeriile de cârtițe, nu mai văd lumina soarelui. Nici canibalismul nu e rar; învinsul din competițiile crâncene care se dau între masculii de cârtițe în epoca împerecherii este mâncat de învingător. Resturile vegetale găsite în analizele conținutului stomacal sunt puse pe seama înghițirii accidentale. 
Datorită metabolismului intens și gradului redus de calorii al hranei, cârtițele mănâncă mult și neîncetat și sunt stăpânite mereu de nevoia de mâncare. Ele au nevoie în 24 de ore o cantitate de hrană de 3-4 ori mai mare decât greutatea lor corporală. Ținute la post, fără hrană, mor de inaniție în numai 8-12 ore. 
Cârtițele își dobândesc hrana prin muncă grea și neîncetată, săpând mereu în stratul de pământ în care trăiesc animalele cu care se hrănesc, pe care le prind cu membrele anterioare, iar râmele sunt strivite cu ghearele puternice, pentru a scoate pământul din aparatul lor digestiv. Cârtițele obișnuiesc să-și fac mici rezerve de hrană în cotloanele de pe traiectul galeriilor, care sunt formate din 2-2,5 kg de râme imobilizate prin mușcarea primelor 3-5 segmente anterioare, fără a le omorî.